# Barrio chino de Lima
El barrio chino de Lima (利马唐人街 en chino) es una zona emblemática del centro histórico de Lima, ubicado en los Barrios Altos. Comprende principalmente la primera cuadra del jirón Ucayali, y algunas cuadras del jirón Paruro. Este barrio se originó como resultado de la importante afluencia de población china desde las provincias de Cantón y Sichuán, y otros lugares de China, al Perú para cubrir la escasez de mano de obra en las haciendas costeñas a mediados del siglo XIX. Actualmente es una zona comercial, gastronómica y financiera.

## Historia

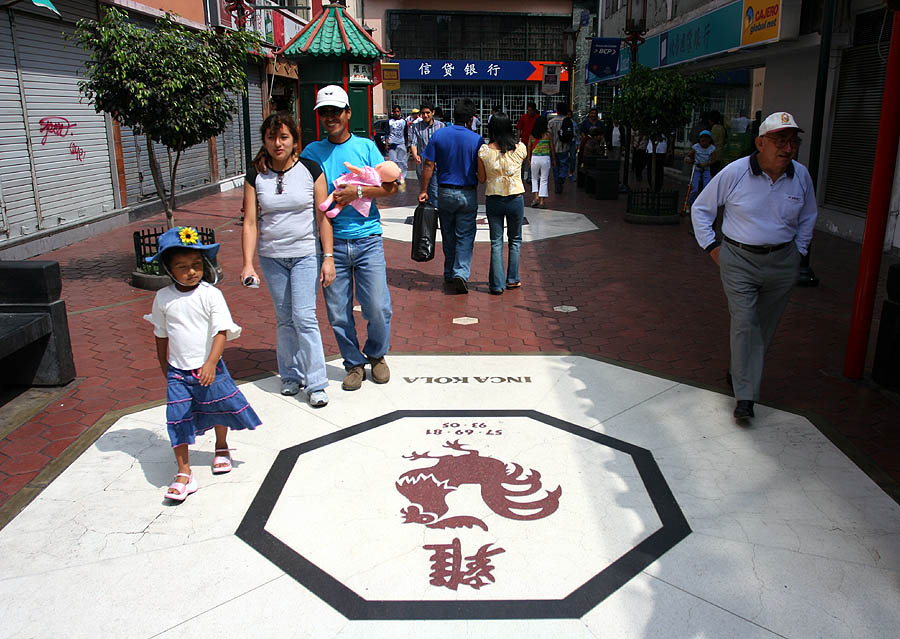
Baldosas a lo largo de la Calle Capón.

Los primeros 75 chinos llegaron al Perú —a la provincia de Cañete y al departamento de Ica— en 1849. Vinieron para trabajar en las haciendas de la costa, donde hacían falta trabajadores debido a la liberación de los esclavos negros. En los 25 años siguientes, ingresaron al Perú alrededor de 100 mil chinos, quienes no sólo trabajaban en las haciendas, sino en la construcción de ferrocarriles, en la extracción de guano, y en menor medida en tareas domésticas y como servidumbre.
Al terminar la guerra del Pacífico, la mayoría de los chinos emigraron a las principales ciudades, especialmente Lima, en donde se formó el asentamiento de cantoneses más importante del país.
Los inmigrantes chinos provenían principalmente de la provincia de Cantón y se afincaron principalmente en la ciudad de Lima. Para el año 1854, ya se podía identificar la concentración de inmigrantes chinos en los alrededores de la calle Capón, zona que actualmente conforman el Barrio Chino, en los Barrios Altos, colindante con el centro histórico de Lima. La calle Capón es llamada así porque ahí era donde se caponaba (castraba) a los cerdos. En la actualidad se conoce así a la cuadra siete del Jr. Ucayali, pero hasta el año 1909 también abarcaba la cuadra 6, frente al Mercado Central. En dicho año el entonces alcalde de Lima (y posterior Presidente de la República) Guillermo Billinghurst, argumentando razones de salubridad pública, ordenó la demolición del antiguo Callejón Otaiza, en medio de dicha antigua calle Capón. Esta zona se hizo famosa por sus "chifas", que cocinaban comidas típicas de las provincias de Guangdong (Cantón), Sichuán y Pekín, lugares de los que provenían la mayoría de los inmigrantes, quienes preparaban sus riquísimos y exóticos platos, con especias como la pimienta Sichuán y el chempi, entre otros.
Esta parte de la ciudad, de arquitectura virreinal y republicana, es una de las más tradicionales de la época, donde solían acudir bohemios, compositores e intelectuales a sus conocidos salones de té, pastelerías y restaurantes de comida china cantonesa acriollada, que hoy forma parte de la gastronomía del Perú. Es aquí donde se desarrolló exponencialmente el criollismo.
Actualmente, en el Barrio chino, funcionan diversas sociedades, siendo la principal (y la que agrupa a todas) la Sociedad Central de Beneficencia China del Perú, la cual fue creada oficialmente en octubre de 1882, adquiriendo su local actual en febrero de 1886 (nombrándose desde entonces “Ton Huy Chong Koc”). Se encarga desde entonces de brindar diverso apoyo solidario a los miembros de la colonia china en el Perú, mediante actividades que los integren. < Otras importantes sociedades que aún subsisten y tienen importante labor son Chung Shan que mantiene vivo el arte de la danza del león y dragón; así mismo la enseñanza del kung fu, Cu Con Chau (fundada en 1868), Pun Yui (1888) y el templo taoísta más conocido y frecuentado por los limeños, perteneciente a la sociedad Tung Sing, que es el más antiguo de Sudamérica (1868), donde se le rinde culto a Kwang Kung, deidad protectora de los negocios, el hogar, los artistas marciales y la justicia. Aquí también se lee el antiguo oráculo del I-Ching a la manera tradicional.
Actualmente (con cifras aceptadas por la misma embajada de la República Popular China) se calcula que en el Perú existen aproximadamente 3 100 000 descendientes de chinos, siendo de esta forma más del 9 % al 10% de la población peruana y constituyendo la población más grande de descendientes chinos en América Latina.

## Chifa

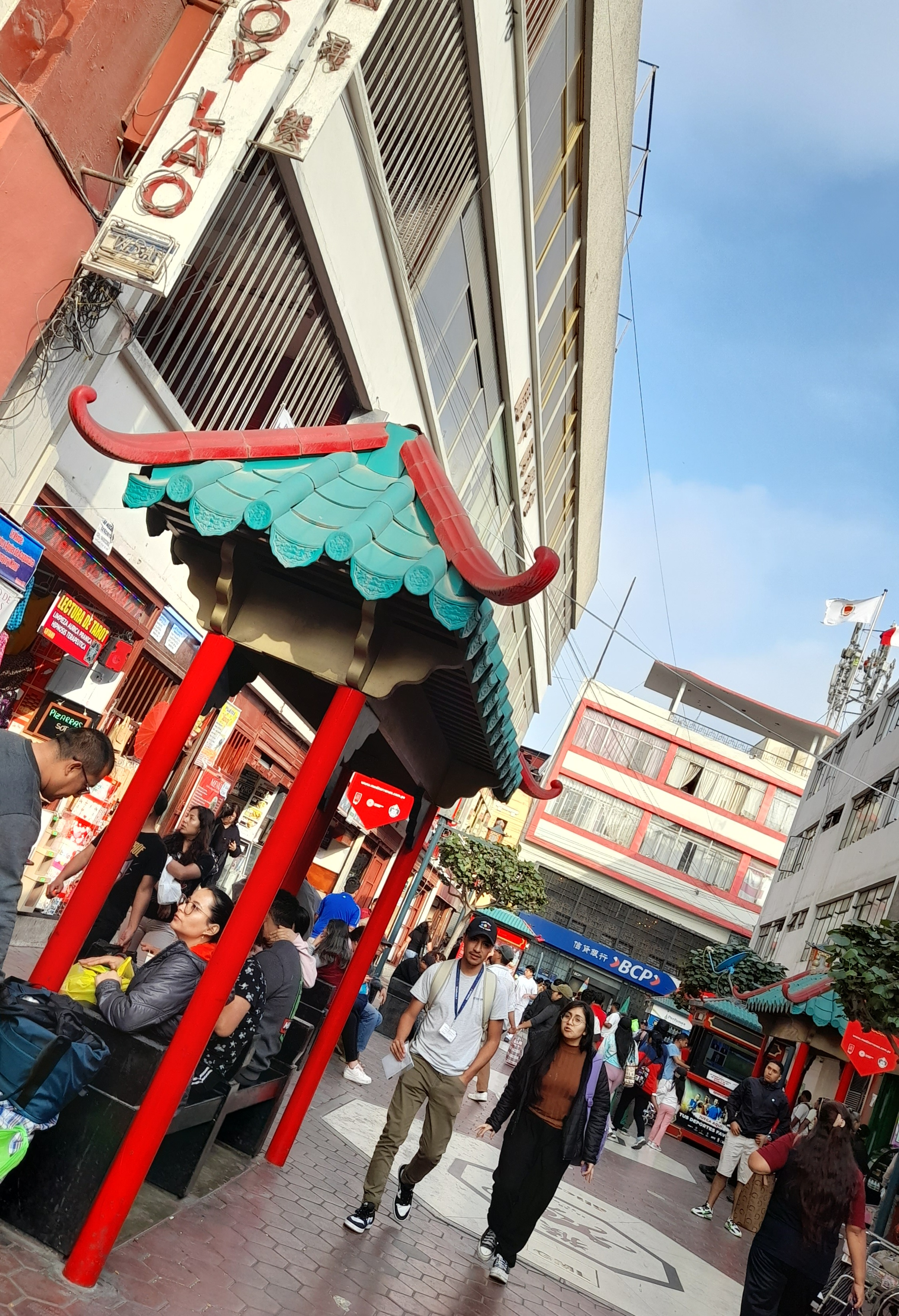
El barrio chino en septiembre de 2023, a la izquierda se aprecian chifas, ubicadas en la Calle Capón.

A los restaurantes chinos, en el Perú se les llama chifas. La comida que sirven es diferente a aquella china que generalmente se puede degustar en otras partes del mundo, aunque los mejores chifas de Lima argumentan que su sazón es proveniente de la cocina chino cantonesa.
La característica principal de esta comida es que combina por igual sabores dulces y salados. Los platos más representativos son el tallarín saltado, la sopa wantan, el arroz chaufa, el wantán frito, entre otros; así como una variedad grande de bocaditos o dim sum y carnes asadas.
El chifa es, para los especialistas, el producto de una calmada fusión entre la cocina de inmigrantes chinos y la cocina criolla peruana formada a partir de ingredientes originarios del Perú y aquellos traídos por los conquistadores españoles luego del siglo XVI. Inicialmente, los inmigrantes chinos llegaron a trabajar al Perú en las haciendas azucareras del norte del país. Luego pasaron a residir y desarrollar comercios diversos en ciudades de la costa peruana, como Lima. Allí, se produjo paulatinamente la gran popularidad y éxito del chifa entre los peruanos, quienes correctamente lo estiman y consideran parte de la culinaria peruana. En todo el Perú hay miles de restaurantes de comida peruano china o chifas.

## Turismo

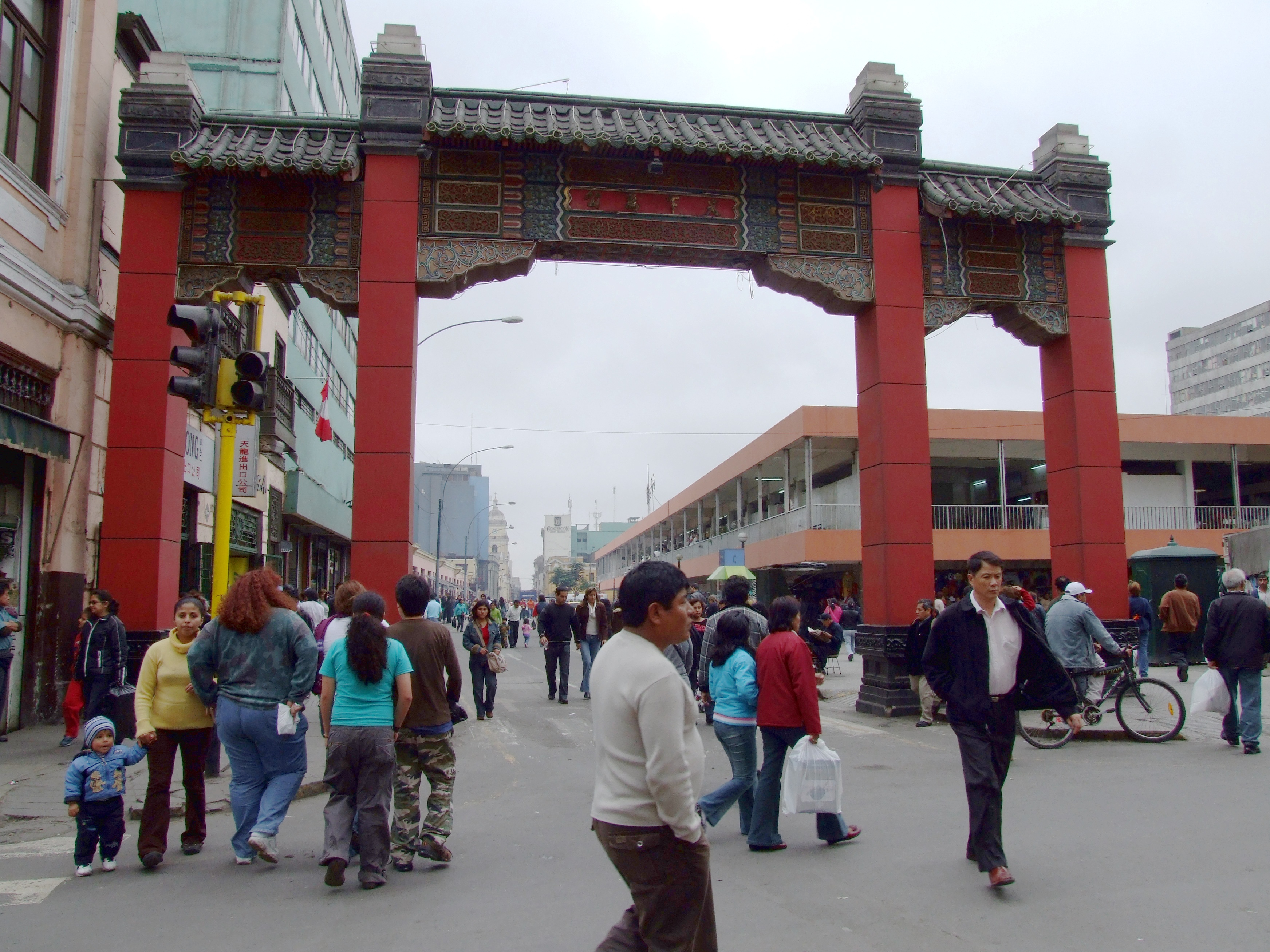
El Arco Chino

En esta zona de la capital peruana destaca el Arco Chino o “Portada China”, donada por la colonia china, inaugurada el 12 de noviembre de 1971 por el alcalde Eduardo "Chachi" Dibós. En su parte superior reza una frase en caracteres chinos: «bajo el mismo cielo, todos los hombres son hermanos».

## Séptima colonia fuera de la República Popular China
Fuera de la República Popular China, son en Indonesia, Tailandia, Malasia, los Estados Unidos, Canadá y Perú donde existen mayores concentraciones de chinos o sus descendientes.  
En la costa del Perú y especialmente en Lima, se pueden contar más de un millón trescientos mil chinos o descendientes de chinos. Se dedican principalmente al comercio minorista y a la gestión de restaurantes de comida china, hoy acriollada y parte integrante de la gastronomía peruana.